# Ледгебе
Ледгебе (груз. ლედგებე) — село в Грузии, на территории Мартвильского муниципалитета края (мхаре) Самегрело-Верхняя Сванетия.

## География
Село находится в западной части Грузии, на правом берегу реки Чхоуши (правый приток Техури), на расстоянии приблизительно 9 километров (по прямой) к северо-западу от города Мартвили, административного центра муниципалитета. Абсолютная высота — 253 метра над уровнем моря.

## Население
По результатам официальной переписи населения 2014 года в Ледгебе проживало 697 человек (361 мужчина и 336 женщин). В национальной структуре населения грузины составляли 99,1 %.
| Год  | Население, человек |
| ---- | ------------------ |
| 2002 | 1058               |
| 2014 | ↘ 697              |